# Giuseppe de Rubeis
Giuseppe de Rubeis, o de Rossi, (Paganica, 1553 – Paganica, 5 febbraio 1610) è stato un arcivescovo cattolico italiano.

## Biografia
Nato nel 1553 a Paganica e prete secolare nel paese, si trasferì dapprima all'Aquila e poi a Napoli, dove entrò nella corte di Filippo II di Spagna. L'11 marzo 1596 fu da questi nominato vescovo di Ugento, confermato da papa Clemente VIII; il 29 marzo 1599 fu trasferito, diventando vescovo dell'Aquila. 
Durante il suo episcopato aquilano fece costruire la chiesa di Santa Maria del Presepe a Paganica dai ruderi del castello medievale; la consacrazione dell'edificio avvenne il 4 luglio 1605 e de Rubeis le diede la dignità di nuova chiesa parrocchiale. Mantenne l'incarico all'Aquila fino al 12 settembre di quello stesso anno, quando venne nominato arcivescovo di Acerenza e Matera; il trasferimento fu forse dovuto agli esposti del capitolo degli ecclesiastici della vecchia chiesa parrocchiale paganichese al tribunale della Sacra Rota. 
Non si recò tuttavia subito in area lucana, ma fu preceduto dal suo vicario Antonio de Mattheis; de Rubeis arrivò solamente il 25 marzo del 1906. Nel marzo del 1607 convocò un sinodo diocesano, ma tornò nella sua patria già nel mese successivo (secondo alcuni invece nel 1609) per risolvere le controversie dovute alla creazione della nuova parrocchia di Paganica; all'Aquila morì improvvisamente il 5 febbraio 1610. I suoi funerali si tennero nella nuova chiesa di Santa Maria del Presepe il 7 febbraio, ma già alla fine di quell'anno il titolo di parrocchia fu riportato alla chiesa di Santa Maria Assunta.